# Heodes morvandica
Heodes morvandica är en fjärilsart som beskrevs av Dellenger och Descimon 1977. Heodes morvandica ingår i släktet Heodes och familjen juvelvingar. Inga underarter finns listade i Catalogue of Life.